# Steven Weintraub

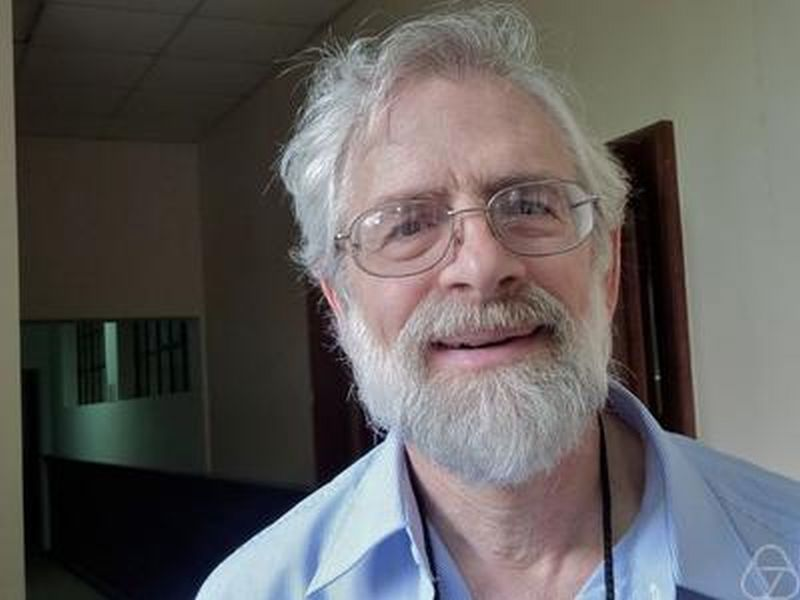
Steven Weintraub (2010)

Steven Howard Weintraub (* 25. Januar 1951 in New York City) ist ein US-amerikanischer Mathematiker und Professor an der Lehigh University. Er befasst sich mit Algebraischer Geometrie, Algebra und Differentialtopologie.
Weintraub ging auf die Stuyvesant High School in New York und wurde 1974 an der Princeton University bei Wu-Chung Hsiang promoviert (Semi-free {\displaystyle Z_{p}}-actions on highly connected manifolds). Er befasste sich unter anderem mit Siegelschen Modulflächen und ist Autor mehrerer Lehrbücher.

## Schriften
- mit W. A. Adkins: Algebra: An Approach via Module Theory, Graduate Texts in Mathematics 136, Springer-Verlag, 1992, 1999
- mit Klaus Hulek, C. Kahn: Moduli Spaces of Abelian Surfaces: Compactification, Degenerations and Theta Functions, Walter de Gruyter, 1993
- Differential Forms: A Complement to Vector Calculus, Academic Press, 1996
- Representation Theory of Finite Groups: Algebra and Arithmetic, American Mathematical Society, 2003 (Graduate Series in Mathematics 59)
- Galois Theory, Springer-Verlag, 2006 (Universitext), 2. Auflage 2009
- Factorization: Unique and Otherwise, A. K. Peters, 2008 (Canadian Mathematical Society Treatises in Mathematics)
- Jordan Canonical Form: Application to Differential Equations, Morgan and Claypool, 2008
- A Guide to Advanced Linear Algebra, Mathematical Association of America, 2011
- mit Ronnie Lee: The Siegel modular variety of degree two and level four, Memoirs AMS, 1998
- mit Ronnie Lee: The Siegel modular variety of degree two and level four: a report in Arithmetic of complex manifolds (Erlangen, 1988), Lecture Notes in Math. 1399, Springer Verlag, 1989, S. 89–102
- mit Ronnie Lee: An interesting algebraic variety, Math. Intelligencer 8, 1986, S. 34–39